# سینما میلاد
سینما میلاد (نام پیشین: سینما ژاله) از سینماهای قدیمی تهران است. این سینما در سال ۱۳۲۰ در یک سالن با ظرفیت ۵۴۰ نفر تأسیس شد. این سینما که در ضلع جنوب شرقی میدان شهدا قرار دارد دارای درجه کیفی "یک" می‌باشد.